# Jürgen Wirth Anderlan

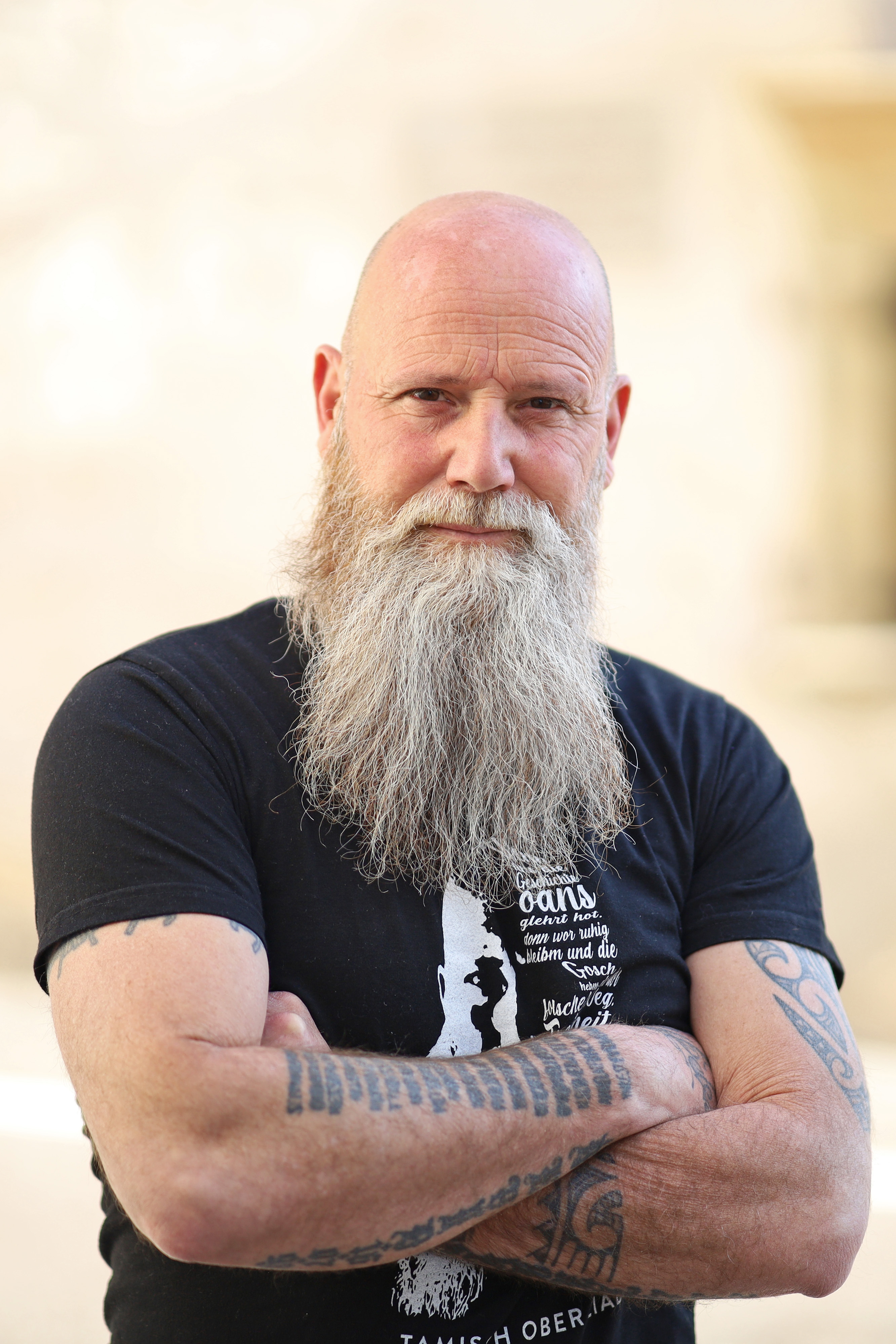
Jürgen Wirth Anderlan

Jürgen Wirth Anderlan (* 14. August 1970 in Bozen) ist ein Südtiroler Politiker. Er war von 2019 bis 2021 Landeskommandant des Südtiroler Schützenbundes. Bekanntheit erreichte er durch ein als homophob und rassistisch kritisiertes Musikvideo, das seinen Rücktritt als Landeskommandant zur Folge hatte. Während der COVID-19-Pandemie trat er als Kritiker der Corona-Schutzmaßnahmen und Impfgegner in Erscheinung. 2023 trat er mit der Liste JWA bei den Südtiroler Landtagswahlen an.

## Leben
Anderlan wuchs in Kaltern in Südtirol auf. Der Vater von vier Kindern ist beruflich als Bauer und saisonal als Skilehrer tätig.

## Südtiroler Schützenbund
Von 2019 bis 2021 war Wirth Anderlan Landeskommandant des Südtiroler Schützenbundes. In dieser Zeit machten die Südtiroler Schützen unter anderem mit dem Überkleben von über 600 Ortstafeln auf sich aufmerksam, einer Aktion, die auf die Problematik der Südtiroler Toponomastik verweisen wollte.
2021 veröffentlichte Wirth Anderlan ein Musikvideo unter dem Titel „Mamma Tirol“, das aufgrund deutschnationaler, rassistischer, sexistischer und homophober Passagen über die Grenzen Südtirols hinaus für Aufsehen sorgte. In dem Lied heißt es etwa:
„Sie werden immer mehr diese Heimatverräter / Nicht mal Respekt vor ihren eigenen Vätern / Sie kennen nicht den Ander, dafür die Greta / Im Park vor meinem Haus liebt der Dieter den Peter.“
Weiter heißt es: „100 Jahre behandelt wie 'ne billige Hur / Und trotzdem stehn wir da und singen »auf zum Schwur«“. Das Video löste heftige Kritik aus. Thomas Saurer, Landeskommandant der Tiroler Schützen, distanzierte sich von Wirth Anderlan und sprach von nicht zu vertretenden Inhalten. Der ÖVP-Politiker Hermann Gahr, Vorsitzender des Südtirol-Unterausschusses im österreichischen Parlament, sagte: „Anderlans Vorgangsweise hat weder Stil, noch ist es der Schützen würdig.“ Auch die Südtiroler Volkspartei und der Landesbeirat für Chancengleichheit kritisierten das Video. Positiv äußerte sich hingegen der Tiroler FPÖ-Obmann Markus Abwerzger, der den Song als „Wohltat“ bezeichnete. Das Video wurde kurz darauf offline gestellt, als Grund wurden Verletzungen von Persönlichkeitsrechten angegeben. Anderlan trat in Folge der Kontroverse als Landeskommandant zurück. Zuvor sagte er, dass es ihm leid tue, „wenn das Video missverstanden worden ist.“ Wirth Anderlan distanzierte sich nach seinem Rücktritt nicht von dem Lied. Er trug den Text etwa 2023 bei einer Veranstaltung der AfD vor, auf der er davon sprach, „auf einer Abschussliste“ gestanden zu haben.

## Aktivismus während der COVID-19-Pandemie
Im Zuge der COVID-19-Pandemie trat Wirth Anderlan als Kritiker der Corona-Schutzmaßnahmen auf, etwa mit Postings auf Facebook. Er engagierte sich in der Südtiroler Impfgegnerschaft („No Vax“), sowie im Umfeld von Querdenker-Bewegungen außerhalb Südtirols. Er organisierte „Protest-Spaziergänge“ und trat als Redner auf, etwa auf einer von der FPÖ organisierten Demonstration in Wien. Seine dortige Teilnahme begründete Wirth Anderlan in einem Interview mit dem verschwörungsideologischen, rechtsextremen Medium AUF1 damit, dass Wien die „Zentrale geistig abnormer Rechtsbrecher“ sei.
Im Jahr 2022 wurde er wegen eines vermeintlichen Aufrufs zu „einer nicht gemeldeten Kundgebung“ angeklagt, wurde allerdings im Jahr 2023 freigesprochen. Von der Landtagspräsidentin Rita Mattei wurde er auf Schadenersatz wegen Beleidigung verklagt und im Dezember 2024 vom Landesgericht Bozen verurteilt.

## Politische Tätigkeit und Positionen
Im Juli 2023 kündigte Wirth Anderlan an, als Spitzenkandidat und Gründer der Liste JWA bei den Südtiroler Landtagswahlen 2023 anzutreten. Die JWA vertritt überwiegend rechtspopulistische bis rechtsextreme Positionen, verwendet Begrifflichkeiten wie Überfremdung und vertritt Thesen vom Großen Austausch. Eine „Massenmigration“ werde dazu führen, dass „unser Volk“ bald die „Minderheit im eigenen Land“ sei. Weiteres zentrales Thema ist die COVID-19-Pandemie. Eine Forderung der Partei lautet: „Coronaverbrecher anklagen!“. Zudem sprach Wirth Anderlan bei der Parteipräsentation von „Gender-Scheiße“, einer „Vergewaltigung unserer Muttersprache“, sowie von politischer Unterstützung aus dem „österreichischen und deutschen Vaterland“.
Bei den Landtagswahlen 2023 konnte Wirth Anderlan mit 14.569 Vorzugsstimmen ein Mandat für den Südtiroler Landtag und damit gleichzeitig den Regionalrat Trentino-Südtirol erringen (seine Liste erlangte insgesamt zwei Mandate). Wenige Monate nach dem Treffen von Rechtsextremisten in Potsdam 2023 traf er sich mit dem rechtsextremen Aktivisten Martin Sellner in Wien, um über Remigration und den „Bevölkerungsaustausch“ zu sprechen. Wirth Anderlan lud Sellner nach Südtirol ein. Das Treffen sorgte in Südtirol für breite Kritik, so meldeten sich etwa der Partisanenbund ANPI, sowie das Katholische Forum und Südtirols Katholische Jugend (SKJ) zu Wort.
Im April 2024 sorgte er mit einer Rede bei einer FPÖ-Veranstaltung in Wien für Empörung, bei der er forderte, für die für die Corona-Maßnahmen Verantwortlichen „müssen Handschellen klicken und ab in den Steinbruch“. Aufgrund des impliziten Bezugs auf das KZ Mauthausen und dessen Todesstiege forderte die Interessengemeinschaft österreichischer Autorinnen und Autoren die Einleitung eines Strafverfahrens wegen Wiederbetätigung und der Historiker Hannes Obermair den Rücktritt Wirth Anderlans vom Südtiroler Landtag und eine inhaltliche Distanznahme seines Parteigenossen Andreas Colli. Wirth Anderlan wies die Rücktrittsforderungen von sich, da er mit seinem Vergleich „eher an Göflan oder an Laas gedacht“ habe; die betroffenen Gemeinden, auf deren Gebiet der Laaser Marmor gefördert wird, wiesen Wirth Anderlans Erklärung als „krude Gedankenspiele“ zurück und distanzierten sich von dessen Gedankengut. Mit einer symbolischen roten Linie am Silvius-Magnago-Platz protestierten zahlreiche Parteien des Südtiroler Landtags gegen Wirth Anderlans Positionen. Wenig später wurde darauf hingewiesen, dass Wirth Anderlan weitere abwertende Begriffe aus der NS-Sprache wie etwa den Terminus Systemparteien verwendete.